# 15132 Steigmeyer
15132 Steigmeyer este un asteroid din centura principală de asteroizi.

## Descriere
15132 Steigmeyer este un asteroid din centura principală de asteroizi. A fost descoperit pe 10 martie 2000 la Socorro, New Mexico, în cadrul proiectului LINEAR. Asteroidul prezintă o orbită caracterizată de o semiaxă mare de 2,38 ua, o excentricitate de 0,10 și o înclinație de 6,4° în raport cu ecliptica.